# 乌夏巴什镇
乌夏巴什镇，是中华人民共和国新疆维吾尔自治区喀什地区叶城县下辖的一个乡镇级行政单位。

## 行政区划
乌夏巴什镇下辖以下地区：
布那克村、喀克夏勒村、硝尔买里村、喀帕村、玉勒艾日克村、阿克其格村、萨依也尔村、阿尔帕英依孜村、尤吾斯村、依孜村、喀什吐维村、托扎克其艾日克村、布柬托皮斯村、亚贝希村、尤克日恰喀村、铁斯村、尤克日买里村、琼库尔艾格勒村、喀堂村和塔木勒克村。